# Tanystylum antipodum
Tanystylum antipodum är en havsspindelart som beskrevs av Clark, W.C. 1977. Tanystylum antipodum ingår i släktet Tanystylum och familjen Ammotheidae. Inga underarter finns listade i Catalogue of Life.